# Grega Žemlja
Grega Žemlja, slovenski tenisač, * 29. september 1986, Jesenice.
Žemlja je dosegel najvišje mesto na svetovni lestvici, ko je zasedel 43-to mesto med posamezniki in se kot tretji Slovenec v moški konkurenci uspel uvrstiti med prvo stoterico na teniški lestvici in kot prvi med pedeseterico. V dvojicah pa njegova uvrstitev znaša 252. mesto na svetovni lestvici. Trenutno živi v Kranju. Slovenijo zastopa tudi v Davisovem pokalu. Njegov največji uspeh je finale turnirja ATP serije 250 na Dunaju. Kot prvi Slovenec se je uvrstil v 3. krog turnirjev za Grand Slam Na OP ZDA leta 2012. Kot prvi Slovenec je leta 2013 zaigral v 3. krogu Wimbledona. Postal je prvi Slovenec na ATP turneji, ki je z denarnimi nagradami zaslužil preko 1 milijon ameriških dolarjev in je najbolje plačan slovenski ATP teniški igralec v zgodovini.

## Kariera

### 2009
Prvič v karieri se je skozi kvalikacije uspel uvrstiti v glavni žreb turnirja za Grand Slam in sicer v Wimbledonu oziroma na svoj sploh prvi ATP turnir, kjer je v prvem krogu z 4-6, 4-6, 4-6 izgubil proti špancu Albertu Montañésu. Postal je šele drugi Slovenec v zgodovini moškega tenisa, ki se mu je uspelo prebiti v glavni žreb na katerega izmed turnirjev velike četverice. Zaigral je tudi na turnirju v Umagu. 

### 2010
Prvič v karieri se je kvaliciral v glavni žreb na Odprto prvenstvo Avstralije kjer je v prvem krogu z 6-7(5–7), 5-7, 5-7 izgubil proti nemcu Benjaminu Beckerju. Postal je prvi Slovenec v zgodovini moškega tenisa, ki se mu je uspelo prebiti v glavni žreb Odprtega prvenstva Avstralije.
Prvič v karieri se je kvaliciral v glavni žreb na Odprto prvenstvo Francije kjer je v prvem krogu z 7–6(8–6), 3–6, 7–5, 6–3 presentljivo ugnal #26 postavljenega nosilca, argentinca Juana Mónaco. S tem je postal prvi Slovenec v zgodovini moškega tenisa, ki je dosegel posamično zmago na katerem izmed turnirjev za Grand Slam in šele drugi Slovenec v zgodovini glavnega žreba Odprtega prvenstva Francije. Z nastopom v Franciji pa je postal tudi prvi Slovenec v zgodovini moškega tenisa, ki je zaigral na treh različnih podlagah turnirjev za Grand Slam.
Prvič v karieri je zaigral na turnirju ATP serije 500 v ameriškem Washington D.C. kjer je v drugem krogu z 4-6, 4-6 izgubil proti američanu Andy Roddicku. Postal je šele drugi Slovenec v zgodovini mošega tenisa, ki se je sploh zaigral na turnirju serije 500 in se uvrstiti v drugi krog. 
Skupaj s slovensko reprezentanco za Davisov pokal je na koncu zmagal v tekmovanju II. evroafriške skupine in tako so za naslednje leto napredovali v I. evroafriško skupino. 

### 2011
Drugo leto zapored se je skozi kvalifikacije uvrstil v glavni žreb Odprtega prvenstva Avstralije kjer je v prvem krogu z 6-3, 5-7, 1-6, 6-4, 2-6 izgubil proti ciprčanu Marcosu Baghdatisu.
Kot srečni poraženec se je drugič v karieri kvalificiral v Wimbledon, kjer je z 6-4, 3-6, 3-6, 6-7(7–9) v drugem krogu izgubil proti francozu Gaëlu Monfilsu. S tem je postal prvi Slovenec v zgodovini mošega tenisa, ki je dosegel posamično zmago in se uvrstil v drugi krog. 

### 2012
Z posebnim povabilom organizatorja se je drugo leto zapored in skupno tretjič uvrstil v glavni žreb Wimbledona, kjer je z 6-7(4–7), 6-7(4–7), 6-3, 3-6 izgubil proti špancu Fernandu Verdascu. Avgusta se je kot tretji Slovenec prvič uvrstil v najboljšo stoterico na lestvici ATP.
Prvič v karieri se je uvrstil v glavni žreb na Odprto prvenstvo ZDA. S tem pa je postal šele drugi Slovenec v zgodovini moškega tenisa, ki je zaigral na vseh turnirjih za Grand Slam. Kot prvi Slovenec v zgodovini moškega tenisa je prišel do tretjega kroga turnirjev za Grand Slam, kjer je z 4-6, 3-6, 5-7 izgubil proti srbu Janku Tipsareviću. 
Oktobra se je na Dunaju kot prvi Slovenec v zgodovini uvrstil v finale katerega izmed turnirjev serije ATP. Tam ga je z 5-7, 3-6 premagal Argentinec Juan Martin del Potro. S tem je postal prvi Slovenec, ki se mu je uspelo uvrstiti med prvih 50 na lestvici ATP. 

### 2013
Prvič v karieri se je direktno brez kvalifikacij uvrstil v glavni žreb Odprtega prvenstva Avstralije kjer je v prvem krogu po rezultatu 6–7(6–8), 6–7(5–7), 0-1 predal dvoboj špancu  Marcel Granollersu. V Avstraliji je prvič odigral tudi dvojice na turniju za Grand Slam.
Na turnirju 2013 ABN AMRO World Tennis Tournament serije ATP 500 v Rotterdamu je drugič v karieri igral proti Rogerju Federerju. V prvem krogu je izgubil z 3-6, 1-6.
Prvič v karieri je igral na turnirju serije Masters 1000, kjer je z 4-6, 4-6 izgubil proti Gillesu Simonu. Kot prvemu slovencu v zgodovini mu je uspel preboj v tretji krog na turnirjih serije Masters 1000.
Na Odprtem prvenstvu Francije je v drugem krogu izgubil 1-6, 7-5, 1-6, 4-6 proti Kei Nishikoriju. V moških dvojicah je v 2. krogu OP Francije z Aljažem Bedenetom izgubil z 5-7, 1-6 proti dvojici Aisam-ul-Haq Qureshi/Jean-Julien Rojer. Z zmago v prvem krogu sta postala prva slovenca v zgodovini, ki sta zmagala dvoboj moških dvojic na turnirjih za Grand Slam. To je tudi sploh prvi nastop Slovenskih moških dvojic na Rolland Garros-u.
Posamično se je kot prvi Slovenec sploh uvrstil v 3. krog Wimbledona, kjer je izgubil proti del Potru. V Wimbledonu je v moških dvojicah je v 1. krogu z Aljažem Bedenetom izgubil z 3-6, 4-6, 7-5, 6-7 proti tajski dvojici Sanchai Ratiwatana/Sonchat Ratiwatana. To je tudi sploh prvi nastop Slovenskih moških dvojic v Wimbledonu.

## ATP finali

### Posamično: 1 (0–1)
| Legenda                         |
| ------------------------------- |
| ATP World Tour 250 Series (0–0) |

| Finali po podlagah |
| ------------------ |
| trda (0-0)         |

| Končni   | Št. | Datum      | Turnir          | Podlaga  | Nasprotnik            | Rezultat |
| -------- | --- | ---------- | --------------- | -------- | --------------------- | -------- |
| Finalist | 1.  | 21-10-2012 | Dunaj, Avstrija | trda (i) | Juan Martin del Potro | 5-7, 3-6 |

## Davisov pokal

### Posamično (18–10)
| Tekmovanje                     | Krog | Datum       | Proti              | Podlaga   | Nasprotnik         | Rezultat                     | Izid  |
| ------------------------------ | ---- | ----------- | ------------------ | --------- | ------------------ | ---------------------------- | ----- |
| II. evroafriška skupina (2005) | 1R   | 04-03-2005  | Slonokoščena obala | trda (I)  | Valentin Sanon     | 6–4, 6–4, 7–5                | zmaga |
| II. evroafriška skupina (2005) | QF   | 15-07-2005  | Latvija            | pesek     | Ernests Gulbis     | 5–7, 6–3, 6–1, 6–4           | zmaga |
| II. evroafriška skupina (2005) | SF   | 25-09-2005  | Portugalska        | pesek     | Rui Machado        | 3–6, 3–6, 6–2, 4–6           | poraz |
| II. evroafriška skupina (2006) | 1R   | 07-04-2006  | Alžirija           | pesek     | Slimane Saoudi     | 7–5, 6–2                     | zmaga |
| II. evroafriška skupina (2006) | 1R   | 09-04-2006  | Alžirija           | pesek     | Lamine Ouahab      | 3–6, 6–2, 6–4, 3–6, 4–6      | poraz |
| II. evroafriška skupina (2006) | RPO  | 21-07-2006  | Irska              | trava     | Kevin Sorensen     | 6–2, 7–5, 6–1                | zmaga |
| II. evroafriška skupina (2006) | RPO  | 23-06-2006  | Irska              | trava     | Conor Niland       | 6–4, 6–2                     | zmaga |
| II. evroafriška skupina (2007) | 1R   | 06-04-2007  | Estonija           | tepih (I) | Jurgen Zopp        | 4–6, 6–4, 7–6(7–3), 6–3      | zmaga |
| II. evroafriška skupina (2007) | 1R   | 08-04-2007  | Estonija           | tepih (I) | Mait Kunnap        | 6–3, 6–2, 3–6, 6–7(2–7), 6–3 | zmaga |
| II. evroafriška skupina (2007) | QF   | 22-07-2007  | Maroko             | trda      | Younes El Aynaoui  | 6–7(2–7), 2–6, 4–6           | poraz |
| II. evroafriška skupina (2008) | RPO  | 18-07-2008  | Tunizija           | pesek     | Malek Jaziri       | 3–6, 6–1, 4–6, 6–3, 6–4      | zmaga |
| II. evroafriška skupina (2009) | 1R   | 06-03-2009  | Egipt              | tepih (I) | Sherif Sabry       | 7–5, 7–6(8–6), 6–2           | zmaga |
| II. evroafriška skupina (2009) | QF   | 10-07-2009  | Litva              | pesek     | Ričardas Berankis  | 6–1, 6–4, 6–3                | zmaga |
| II. evroafriška skupina (2009) | QF   | 12-07-2009  | Litva              | pesek     | Dovydas Sakinis    | 6–4, 2–6, 6–1                | zmaga |
| II. evroafriška skupina (2009) | SF   | 18-09-2009  | Latvija            | tepih (I) | Andis Juska        | 6–1, 6–1, 6–4                | zmaga |
| II. evroafriška skupina (2009) | SF   | 20-09-2009  | Latvija            | tepih (I) | Ernests Gulbis     | 2–6, 6–3, 3–6, 5–7           | poraz |
| II. evroafriška skupina (2010) | 1R   | 05-03-2010  | Norveška           | trda (I)  | Erling Tveit       | 6–2, 6–2, 7–6(7–2)           | zmaga |
| II. evroafriška skupina (2010) | QF   | 09-07-2010  | Bulgarija          | pesek     | Todor Enev         | 6–2, 6–1                     | zmaga |
| II. evroafriška skupina (2010) | SF   | 17-09-2010  | Litva              | trda (I)  | Ričardas Berankis  | 7–6(7–2), 6–4, 6–3           | zmaga |
| II. evroafriška skupina (2010) | SF   | 19-09-2010  | Litva              | trda (I)  | Laurynas Grigelis  | 6–3, 7–6(7–4), 6–3           | zmaga |
| I. evroafriška skupina (2011)  | 1R   | 04-03-2011  | Finska             | pesek (I) | Jarkko Nieminen    | 6–3, 3–6, 4–6, 3–6           | poraz |
| I. evroafriška skupina (2011)  | 1R   | 06-03-2011  | Finska             | pesek (I) | Micke Kontinen     | 2–6, 6–3, 6–3, 6–3           | zmaga |
| I. evroafriška skupina (2011)  | 2R   | 08-07-2011  | Italija            | pesek     | Fabio Fognini      | 6–1, 4–6, 4–6, 4–6           | poraz |
| I. evroafriška skupina (2011)  | 2R   | 10-07-2011  | Italija            | pesek     | Simone Bolelli     | 5–7, 3–6                     | poraz |
| I. evroafriška skupina (2012)  | 1R   | 10-02--2012 | Danska             | trda (I)  | Kristian Pless     | 6–0, 6–1, 6–4                | zmaga |
| I. evroafriška skupina (2012)  | 2R   | 06-04-2012  | Južna Afrika       | trda      | Izak van der Merwe | 1-6, 6-3, 3-6, 4-6           | poraz |
| I. evroafriška skupina (2013)  | 1R   | 01-02-2013  | Poljska            | trda (I)  | Łukasz Kubot       | 3-6, 2-6, 0-6                | poraz |
| I. evroafriška skupina (2013)  | 1R   | 03-02-2013  | Poljska            | trda (I)  | Jerzy Janowicz     | 6–7(4–7), 3–6, 3–6           | poraz |

### Dvojice (11–8)
| Tekmovanje                     | Krog | Datum      | Partner        | Proti              | Podlaga   | Nasprotnik                           | Rezultat                            | Izid  |
| ------------------------------ | ---- | ---------- | -------------- | ------------------ | --------- | ------------------------------------ | ----------------------------------- | ----- |
| II. evroafriška skupina (2005) | 1R   | 05-03-2005 | Rok Jarc       | Slonokoščena obala | trda (I)  | Claude N'Goran Valentin Sanon        | 6–2, 6–2 ret.                       | zmaga |
| II. evroafriška skupina (2005) | SF   | 24-09-2005 | Rok Jarc       | Portugalska        | pesek     | Frederico Gil Leonardo Tavares       | 4–6, 2–6, 4–6                       | poraz |
| II. evroafriška skupina (2006) | 1R   | 08-04-2006 | Rok Jarc       | Alžirija           | pesek     | Lamine Ouahab Slimane Saoudi         | 2–6, 2–6, 4–6                       | poraz |
| II. evroafriška skupina (2006) | RPO  | 22-07-2006 | Luka Gregorc   | Irska              | trava     | James Cluskey Stephen Nugent         | 6–7(7–9), 6–3, 3–6, 6–3, 7–5        | zmaga |
| II. evroafriška skupina (2007) | 1R   | 07-04-2007 | Luka Gregorc   | Estonija           | tepih (I) | Mait Kunnap Jurgen Zopp              | 2–6, 6–3, 6–3, 6–7(5–7), 4–6        | poraz |
| II. evroafriška skupina (2007) | QF   | 21-07-2007 | Luka Gregorc   | Maroko             | trda      | Reda El Amrani Younes El Aynaoui     | 6–7(2–7), 6–4, 6–4, 6–4             | zmaga |
| II. evroafriška skupina (2008) | 1R   | 12-04-2008 | Marko Tkalec   | Ciper              | trda      | Marcos Baghdatis Photos Kallias      | 6–7(4–7), 6–4, 2–6, 6–4, 1–6        | poraz |
| II. evroafriška skupina (2008) | RPO  | 19-07-2008 | Luka Gregorc   | Tunizija           | pesek     | Haithem Abid Malek Jaziri            | 6–3, 5–7, 6–7(5–7), 5–7             | poraz |
| II. evroafriška skupina (2009) | 1R   | 07-03-2009 | Marko Tkalec   | Egipt              | tepih (I) | Karim Maamoun Sherif Sabry           | 6–2, 6–3, 6–3                       | zmaga |
| II. evroafriška skupina (2009) | QF   | 19-07-2009 | Andrej Kračman | Litva              | pesek     | Ričardas Berankis Vadim Pinko        | 7–6(7–2), 6–3, 6–3                  | zmaga |
| II. evroafriška skupina (2009) | SF   | 19-09-2009 | Luka Gregorc   | Latvija            | tepih (I) | Ernests Gulbis Deniss Pavlovs        | 6–7(5–7), 6–4, 6–2, 2–6, 6–4        | zmaga |
| II. evroafriška skupina (2010) | 1R   | 06-03-2010 | Luka Gregorc   | Norveška           | trda (I)  | Erling Tveit Stian Boretti           | 7–6(7–2), 7–6(7–5), 7–5             | zmaga |
| II. evroafriška skupina (2010) | QF   | 10-07-2010 | Luka Gregorc   | Bulgarija          | pesek     | Grigor Dimitrov [[Ivaylo Traykov     | 6–7(3–7), 7–6(7–2), 7–6(14–12), 6–3 | zmaga |
| II. evroafriška skupina (2010) | SF   | 18-09-2010 | Luka Gregorc   | Litva              | trda (I)  | Ričardas Berankis Laurynas Grigelis  | 7–5, 6–4, 1–6, 3–6, 3–6             | poraz |
| I. evroafriška skupina (2011)  | 1R   | 05-03-2011 | Luka Gregorc   | Finska             | pesek (I) | Harri Heliovaara Jarkko Nieminen     | 6–7(5–7), 6–4, 6–4, 7–5             | zmaga |
| I. evroafriška skupina (2011)  | 2R   | 09-07-2011 | Blaž Kavčič    | Italija            | pesek     | Simone Bolelli Daniele Bracciali     | 6–7, 6–7, 2–6                       | poraz |
| I. evroafriška skupina (2012)  | 1R   | 11-02-2012 | Blaž Kavčič    | Danska             | trda (I)  | Thomas Kromann Frederik Nielsen      | 6–4, 6–7, 6–4, 7–5                  | zmaga |
| I. evroafriška skupina (2012)  | 2R   | 07-04-2012 | Blaž Kavčič    | Južna Afrika       | trda      | Raven Klaasen Izak van der Merwe     | 7-6(7–5), 6-7(4–7), 1-6, 4-6        | poraz |
| I. evroafriška skupina (2013)  | 1R   | 02-02-2013 | Blaž Kavčič    | Poljska            | trda (I)  | Mariusz Fyrstenberg Marcin Matkowski | 6–3, 2–6, 6–2, 4–6, 13-11           | zmaga |

## Posamični nastopi
| Grand Slam          |     |     |     |      |     |     |     |      |       |     |     |     |     |       |
| Australian Open     | A   | A   | A   | A    | LQ  | 1R  | 1R  | LQ   | 1R    | A   | A   | LQ  | LQ  | 0–3   |
| French Open         | A   | A   | A   | A    | LQ  | 2R  | LQ  | LQ   | 2R    | LQ  | A   | LQ  | LQ  | 2–2   |
| Wimbledon           | A   | A   | A   | A    | 1R  | LQ  | 2R  | 2R   | 3R    | LQ  | A   | LQ  | LQ  | 4–4   |
| US Open             | A   | A   | LQ  | A    | LQ  | LQ  | LQ  | 3R   | 1R    | A   | A   | LQ  | A   | 2–2   |
| Zmage–porazi        | 0–0 | 0–0 | 0–0 | 0–0  | 0–1 | 1–2 | 1–2 | 3–2  | 3–4   | 0–0 | 0–0 | 0–0 | 0–0 | 8–11  |
| Statistika          |     |     |     |      |     |     |     |      |       |     |     |     |     |       |
| Skupno zmage–porazi | 2–1 | 3–1 | 2–1 | 1–0  | 4–3 | 7–4 | 2–6 | 11–8 | 13–21 | 0–1 | 1–2 | 1–3 | 2–1 | 49–52 |
| Zmage %             | 67% | 75% | 67% | 100% | 57% | 64% | 25% | 58%  | 38%   | 0%  | 33% | 25% | 66% | 48%   |
| Letna lestvica      | 335 | 340 | 323 | 267  | 175 | 142 | 116 | 55   | 121   | 872 | 174 | 155 | 570 | N/A   |